# Bob Burns (perkusista)
Bob Burns, właśc. Robert Lewis Burns Jr (ur. 24 listopada 1950 w Jacksonville na Florydzie, zm. 3 kwietnia 2015) – amerykański perkusista, członek grupy rockowej Lynyrd Skynyrd.

## Życiorys
Był synem Roberta Lewisa Burnsa Seniora oraz Jane Elizabeth Burns. Należał do założycieli grupy Lynyrd Skynyrd z którą związany był w latach 1964–1970 oraz 1972–1974. Z zespołem tym nagrał jego debiutancki album (Pronounced ’Lĕh-’nérd ’Skin-’nérd) oraz drugi pt. Second Helping z którego pochodził wielki przebój grupy „Sweet Home Alabama”. Zmęczony trasami koncertowymi, Burns opuścił Lynyrd Skynyrd w 1974 roku.W 1996 roku, po latach nieobecności publicznej, wziął udział w występie promującym film Freebird: The Movie. 13 marca 2006 roku dołączył ponownie do Lynyrd Skynyrd na jeden występ, grając u boku Gary’ego Rossingtona, Billy’ego Powella, Eda Kinga, Artimusa Pyle’a i The Honkettes podczas ceremonii wprowadzenia zespołu do Rock and Roll Hall of Fame. Po tym wydarzeniu ponownie wycofał się z życia publicznego, aż do swojej śmierci. Burns zmarł w wyniku wypadku samochodowego 3 kwietnia 2015 roku w Bartow County, w stanie Georgia.